# Dawesville
Dawesville is een plaats in de regio Peel in West-Australië. Het is een buitenwijk van de kuststad Mandurah.

## Geschiedenis
In de jaren 1950 werd de 'Dawesville Estate' ontwikkeld. De grond was tevoren eigendom van L.S. Dawe en R.L. Dawe. De verkaveling werd vernoemd naar de familie Dawe, die met haar visconservenfabriek een belangrijke bijdrage aan de ontwikkeling van Mandurah en omgeving leverde. Op 16 mei 1980 werd Dawesville officieel erkend.

## Beschrijving
Dawesville maakt deel uit van het lokale bestuursgebied (LGA) City of Mandurah, waarvan Mandurah de hoofdplaats is.
Tijdens de volkstelling van 2021 telde Dawesville 7.143 inwoners, tegenover 3.030 in 2006.
Dawesville heeft een kleine gemeenschapszaal maar er zijn plannen voor de bouw van een groot gemeenschapscentrum.

## Ligging
Dawesville ligt aan de van de Highway 1 deel uitmakende 'Old Coast Road', 90 kilometer ten zuidzuidwesten van de West-Australische hoofdstad Perth, 85 kilometer ten noorden van Bunbury en 15 kilometer ten zuidwesten van het centrum van Mandurah.
Het wordt begrensd door het 'Peel-Harvey'-estuarium in het oosten, de Indische oceaan in het westen, het Dawesvillekanaal in het noorden en Mandurahs buitenwijk Bouvard in het zuiden.

## Klimaat
Dawesville kent een warm mediterraan klimaat, Csa volgens de klimaatclassificatie van Köppen.

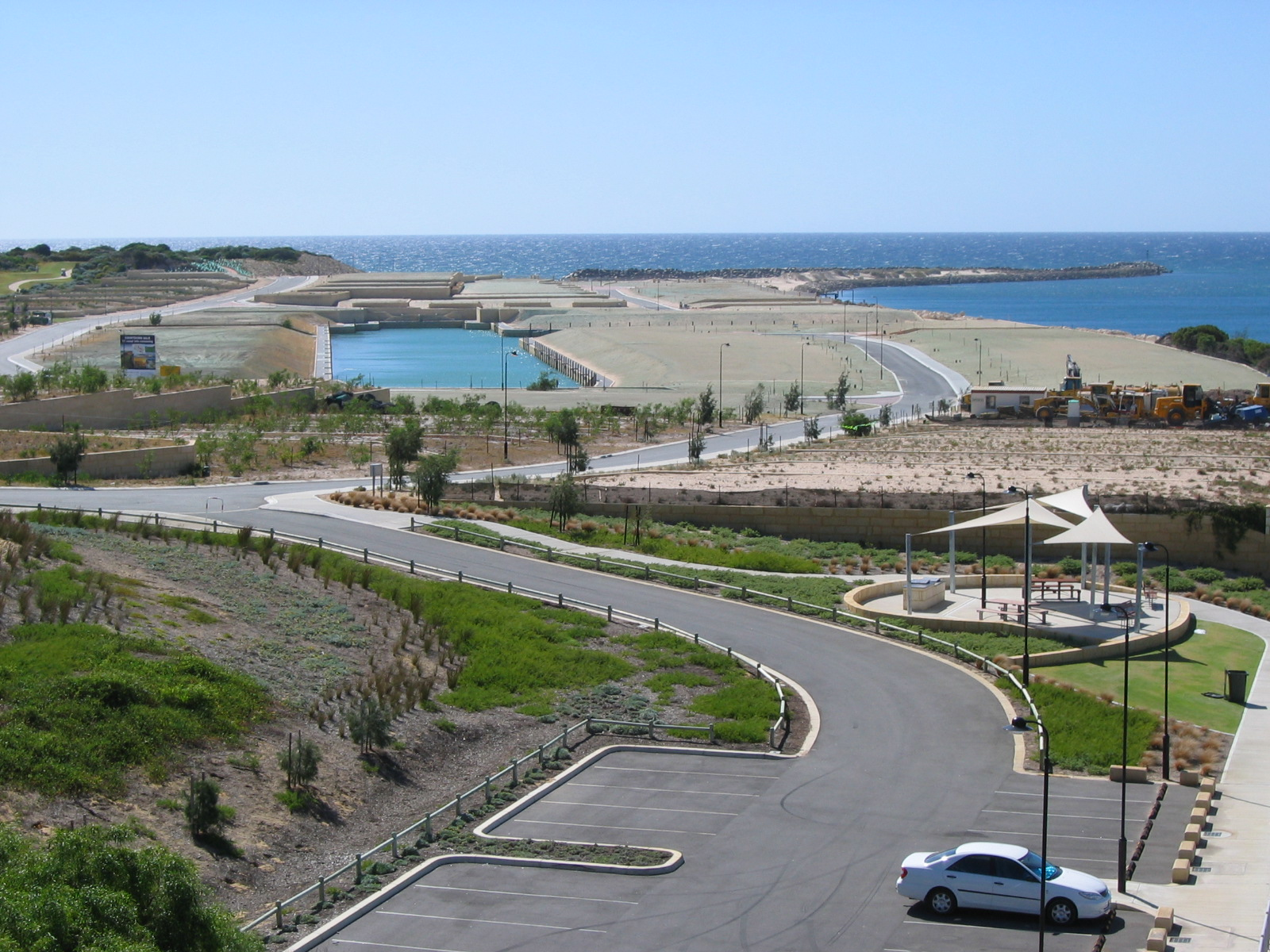
nieuwe verkaveling in Dawesville

Banksiadale · Barragup · Birchmont · Blythewood · Boddington · Bouvard · Carcoola · Chadoora · Clifton · Coodanup · Coolup · Crossman · Dawesville · Dudley Park · Dwellingup · Erskine · Etmilyn · Fairbridge · Falcon · Furnissdale · Greenfields · Halls Head · Hamel · Herron · Holyoake · Inglehope · Kooljerrenup · Lake Clifton · Lakelands · Lower Hotham · Madora Bay · Mandurah · Marradong · Marrinup · Meadow Springs · Meelon · Mount Cooke · Mount Wells · Myara · Nambeelup · Nanga Brook · Nirimba · North Dandalup · North Yunderup · Oakley · Parklands · Pinjarra · Point Grey · Preston Beach · Quindanning · Ranford · Ravenswood · San Remo · Silver Sands · Solus · South Yunderup · Stake Hill · Teesdale · Wagerup · Wannanup · Waroona · West Coolup · West Pinjarra · Whittaker · Wuraming